# جين ليتل (كاتبة)
جين ليتل (بالإنجليزية: Jane Little)‏ هي صحفية وكاتِبة بريطانية، ولدت في 1972.